# Maraces pectinata
Maraces pectinata là một loài tò vò trong họ Ichneumonidae.